# Елара (сателит)
Елара је дванаести, познати, јупитеров сателит. По грчкој митологији, Елара је, са Зевсом, била мајка огромном титану. Овај сателит је открио Перин 1905. године. Леда, Хималиа, Лиситеа и Елара су можда остаци једног астероида којег је привукла Јупитерова гравитација, и он се распао. Пречник овог сателита је 76 километара а удаљеност од Јупитера 11.737.000 километара.

## Релевантни чланци
- Јупитерови сателити